# Néa Stýra
Néa Stýra, en grec moderne : Νέα Στύρα, est un village côtier et un port du sud de l'île d'Eubée, en Grèce. 
Selon le recensement de 2011, la population de Néa Stýra compte 1 031 habitants.